# David Mathews (New York)
Pour les articles homonymes, voir David Matthews.
David Mathews (c. 1739 - 28 juillet 1800) est un avocat et homme politique de New York.